# Petichta
Petichta (hebrejsky פתיחתא‎), doslova „otvírání“, je termín pro označení biblických veršů ze Spisů, jež židovský kazatel v synagóze neboli daršan použije v úvodní části svého homiletického komentáře, aby jimi propojil vybrané myšlenky, které zazněly ve veřejném čtení paraši z Tóry a příslušné haftary z Proroků. Tyto verše se označují jako petichta proto, že díky nim se otvírá možnost hlubšího pochopení daršanem vybraných myšlenek. Kouzlo použití petichty mnohdy spočívá už jen v tom, že od samého počátku udržují posluchače v jakémsi napjatém stavu. Ne vždy je totiž zřejmé, jak jednotlivé verše spolu souvisejí, takže zbytek kázání slouží jako postupné rozplétání naznačených souvislostí. Samotný úvod kázání daršana je označován jako peticha (פְּתִיחָה, přepisováno též jako p'ticha).
V midrašické literatuře se termínem petichta rovněž označuje tu část textu, v níž je nastíněn halachický problém, nejčastěji formou otázky.